# 羅萬倉
羅萬倉（？—1721年）為中國清朝武將官員，本籍陝西。羅萬倉於1719年（康熙58年）奉旨接替張彪，於台灣地區擔任台灣北路營參將（營署設於諸羅）。而此官職是台灣清治時期此階段，受台灣鎮總兵制約的台南以北最高軍事將領。
1721年，朱一貴事件爆發，羅萬倉陣亡，為此，特議敘雲騎尉世職於羅萬倉，其子可世襲一次。